# Jania spectabile
Jania spectabile (Harvey ex Grunow) J.H. Kim, Guiry & H.-G. Choi,  2007  é o nome botânico de uma espécie de algas vermelhas pluricelulares do gênero Jania.
- São algas marinhas encontradas na Ásia, Austrália, ilhas do Pacífico e Índico.

## Sinonímia
- Cheilosporum spectabile Harvey ex Grunow, 1874